# Takayoshi Shikida
Takayoshi Shikida (式田 高義 Shikida Takayoshi?,  nacido el 25 de noviembre de 1977 en Chiba) es un exfutbolista japonés. Jugaba de centrocampista y su último club fue el Albirex Niigata de Japón.

## Trayectoria

### Clubes
| Club                | País  | Año         |
| ------------------- | ----- | ----------- |
| JEF United Ichihara | Japón | 1996 - 1997 |
| Albirex Niigata     | Japón | 1999 - 2000 |